# Franck Sauzée
Franck Gaston Henri Sauzée, född 28 oktober 1965 i Aubenas, är en fransk fotbollstränare och före detta spelare. Han gjorde 39 landskamper för Frankrikes landslag mellan 1988 och 1993. Under samma period firade han stora framgångar med klubben Marseille som han vann tre ligatitlar samt Champions League med. Han deltog även i EM 1992.

## Karriär

### Klubblag
Franck Sauzée startade sin karriär i Sochaux där han debuterade mot Rouen i augusti 1983. Klubben åkte ur Ligue 1 1987, men gick upp igen året efter. 1988 spelade han även i finalen av Coupe de France där Sochaux förlorade på straffar mot Metz. Han värvades 1988 till Marseille där han under två säsonger vann ligan två gånger och Coupe de France 1989. Sauzée spelade därefter för AS Monaco 1990-1991 där han under Arsène Wengers ledning vann Coupe de France för andra gånger under sin karriär.
1991 återvände Sauzée till Marseille, vann ligan 1992 och blev den första franska klubben att vinna Champions League när man besegrade Milan med 1-0 i finalen 1993. Klubben vann ligan även 1993, men blev av med titeln efter att Marseilles president Bernard Tapie blivit dömd som skyldig till att ha mutat motståndare.
Efter skandalen så skrev Sauzée på för italienska Atalanta där han under en säsong bara stod för 16 matcher och ett mål. Klubben blev dessutom degraderade till Serie B, vilket gjorde att han valde att flytta tillbaka till sitt hemland för spel i Strasbourg och senare även Montpellier.
1999 skrev Franck Sauzée på för skotska Hibernian, där han var lagkapten under tre år. Under sin första säsong spelade laget till sig en plats i Premier League efter ett år i division 1. Han var även med och förde laget till final i Skotska cupen 2001 där man dock förlorade med 3-0 mot Celtic, efter bland annat två mål av Henrik Larsson. Samma år kom man trea i ligan och kvalificerade sig för UEFA-cupen.
Franck Sauzée avslutade karriären 2001 och blev under en kort period tränare för Hibernian, efter att tränaren Alex McLeish gick till Rangers. Han vann bara 1 av 15 matcher som ansvarig och fick sparken efter bara 69 dagar.

### Landslag
Franck Sauzée gjorde 39 landskamper för Frankrikes landslag, varav nio som lagkapten. Han var uttagen till EM 1992 där Frankrike åkte ut i gruppspelet efter två kryss och en förlust. Sauzées sista match i landslaget var mot Bulgarien 1993. Frankrike förlorade hemma på Parc des Princes vilket innebar att man missade VM 1994, trots ett stjärnfyllt lag med bland andra Eric Cantona, Laurent Blanc, Marcel Desailly, Didier Deschamps och Jean-Pierre Papin.

#### Internationella mål
| Nr | Datum            | Plats                       | Motståndare | Mål | Resultat | Tävling           |
| -- | ---------------- | --------------------------- | ----------- | --- | -------- | ----------------- |
| 1. | 19 november 1988 | Stadion Partizana, Belgrad  | Jugoslavien | 2–1 | 2–3      | Kval till VM 1990 |
| 2. | 28 mars 1990     | Nepstadion, Budapest        | Ungern      | 3–1 | 3–1      | Vänskapsmatch     |
| 3. | 20 februari 1991 | Parc des Princes, Paris     | Spanien     | 1–1 | 3–1      | Kval till EM 1992 |
| 4. | 30 mars 1991     | Parc des Princes, Paris     | Albanien    | 1–0 | 5–0      | Kval till EM 1992 |
| 5. | 30 mars 1991     | Parc des Princes, Paris     | Albanien    | 2–0 | 5–0      | Kval till EM 1992 |
| 6. | 14 augusti 1991  | Stadion Miejski, Poznań     | Polen       | 1–1 | 5–1      | Vänskapsmatch     |
| 7. | 28 juli 1993     | Stade Michel d'Ornano, Caen | Ryssland    | 1–0 | 3–1      | Vänskapsmatch     |
| 8. | 22 augusti 1993  | Råsunda, Stockholm          | Sverige     | 1–0 | 1–1      | Kval till VM 1994 |
| 9. | 13 oktober 1993  | Parc des Princes, Paris     | Israel      | 1–1 | 2–3      | Kval till VM 1994 |

## Meriter
Sochaux
- Ligue 2: 1988

Marseille
- Ligue 1: 1989, 1990, 1992
- Coupe de France: 1989
- Champions League: 1993

Monaco
- Coupe de France: 1991

Hibernian
- Scottish First Division: 1999

Frankrike
- U21-EM
  - Guld: 1988